# ملعب باناد
ملعب وحديقة باناد هو ملعب كرة قدم متعدد الأغراض يستضيف مسابقات ألعاب القوى، يقع في باكولود، الفلبين، يتسع لجلوس 15,500 متفرج. بدأ بناؤه في 1997. تمت توسعته في 2007. تم تجديده في 2016. كانت تكلفة إنشاء الملعب 200.5 مليون بيسو فلبيني. في 9 فبراير 2011، استضاف الملعب مباراة بين منتخب الفلبين لكرة القدم و‌منغوليا في تصفيات كأس التحدي الآسيوي 2012 بحضور 20,000 شخص.

## أهم الأحداث التي استضافها
- كرة القدم في دورة ألعاب جنوب شرق آسيا 2005
- تصفيات كأس التحدي الآسيوي 2012
- تصفيات بطولة اتحاد آسيان لكرة القدم 2007